# Jim Staunton
James „Jim“ Staunton (* 1935 in Liverpool; † 13. Juli 2023) war ein britischer Chemiker (Organische Chemie, Biochemie).
Staunton besuchte 1946 bis 1953 das St. Edward´s College in Liverpool. Er studierte an der University of Liverpool bei William Basil Whalley und war als Post-Doktorand an der Stanford University bei Carl Djerassi. Er war Lecturer in Liverpool und später Professor für Chemische Biologie an der Universität Cambridge (Fellow des St. John’s College).
Er war Fellow der Royal Society (1998). 2002 erhielt er den Robert Robinson Award der Royal Society of Chemistry und außerdem deren Tilden und Natural Products Medal.
Er befasste sich mit organischer Synthese, organischen Reaktionsmechanismen und Tracer-Techniken in der Erforschung von Biosynthese. Außerdem leistete er Beiträge zur Entwicklung von Analyseverfahren wie Elektrospray-Massenspektrometrie organischer Moleküle und Proteine und NMR-Studien von Tracer-Isotopen. Mit seinem Professorenkollegen Peter Leadlay (Cambridge) untersuchte er modulare Polyketid-Synthasen.
Neben seiner Universitätslaufbahn gründete er mit Peter Leadlay die Firma Biotica (für Antibiotika-Entwicklung auf biosynthetischem Weg, mit Antibiotika in der Art von Rapamycin).
Staunton starb im Juli 2023 im Alter von 88 Jahren.